# Laevicaulis
Laevicaulis es un género de babosas pardas pertenecientes a la familia Veronicellidae. De las dos especies, una está amenazada y otra esta en preocupación menor.

## Características
Son babosas medianas, la más grande es Laevicaulis alte que mide 7 cm de longitud

## Comportamiento
Son solitarios en su estado natural pero en cautiverio pueden vivir juntos. Laevicaulis alte es vector de Meningoencefalitis

## Alimentación
Son mayoritariamente herbívoros pero para completar su dieta pueden ser omnívoros. Su expectativa de vida es de dos años.

## Especies descritas
- Laevicaulis alte
- Laevicaulis haroldi